# Mildred Couper
Mildred Couper (Buenos Aires, Argentina, 10 de desembre del 1887 - Santa Bàrbara, Estats Units d'Amèrica, 9 d'agost del 1974), també coneguda com a Mildred Cooper, va ser una compositora, pianista, professora i teòrica musical americana. Fou Presidenta de la Societat de Música de Santa Bàrbara i cofundadora del Music Academy of the West. Va experimentar amb la microintervàlica de quarts de to, esdevenint de les primeres a investigar aquest nou recurs harmònic.

## Biografia

### Inicis
Mildred Couper va néixer a Buenos Aires, Argentina, i va passar la seva infància al ranxo de la família, a Lomas de Zamora. Els seus pares eren Reginald Cooper, banquer, i Harriet Cooper, cantant d'òpera, que van emigrar d'Anglaterra per a instal·lar-se a la província argentina. Mildred Couper era la setena de vuit fills que van tenir els pares.

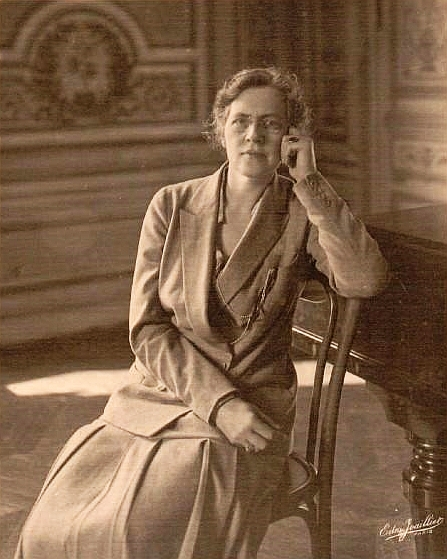
Nadia Boulanger (1925)

Mildred Couper va ser educada a casa per la seva mare, i als estius viatjava a Europa. Als 13 anys, va entrar al Williams Conservatory of Music a Buenos Aires, però al morir el seu pare, va ser traslladada a Europa. Allà, va estudiar al Baden Conservatory a Karlsruhe, avui conegut com a Höchschule für Musik Karlsruhe. També va estudiar a Roma, i després, a París. A la capital francesa va estudiar piano amb Moritz Moszkowksi i composició amb Nadia Boulanger. També va estudiar art a l'Académie de La Grande Chaumière, i amb la seva mare, passava algun estiu al nucli artístic de Pont-Aven, a la Bretanya.

### Matrimoni
Un any que va tornar de Pont-Aven, va decebre's quan va veure que a La Grande Chaumière no començava la seva temporada fins que el curs no estigués més avançat. Tanmateix, va trobar un altre estudi d'art, dirigit per André Beronneau, un pintor francès. Allà va conèixer el seu futur marit, l'artista expatriat americà Richard Couper.
Van instal·lar-se al Palazzo Sonnino, a Roma. Un cop a la setmana, la casa estava oberta al públic per tal de mostrar les pintures d'en Richard i ella entretenia els visitants tocant el piano.
No obstant, quan esperaven un fill, van mudar-se a un apartament més gran, a Via Della Lupa. Allà van tenir dos fills, Clive i Rosalind. Acostumaven a passar els estius a Venècia i a l'illa de Capri.

### Tornada als EUA
Aviat, però, Mildred Couper i la seva famíla van haver de tornar als Estats Units per refugiar-se de la Primera Guerra Mundial. El novembre del 1915 van emprendre el viatge cap a Nova York. La vida estressant a la ciutat va ser difícil per a ells, acostumats a la tranquil·litat de Roma. Uns anys després, l'any 1918, Richard Couper va morir en encomanar-se de la grip espanyola, una malaltia que va assetjar el món entre el 1918 i el 1919.
Per guanyar-se la vida, els següents anys els va dedicar a donar classes al David Mannes Music School i també de manera privada. A més, feia concerts a Nova York i a les ciutats que l'envoltaven, com Montclair i Nantucket.
Quan va visitar l'artista argentí Malcolm Thurburn a California durant un estiu, va decidir anar-se-n'hi a viure. Es va traslladar a Santa Bàrbara l'any 1927, amb una invitació per ensenyar al Cate School i al Crane School.
La comunitat artística que va trobar allà va agradar-li des del principi. L'associació de la comunitat d'arts de drama (Drama Branch of the Community Arts Association), sota la direcció de Irving Pichel, va demanar-li de compondre la música per a l'obra de teatre "Marco Millions" d'Eugène O'Neill, que s'interpretaria al Lobero Theatre l'abril del 1930. En aquell moment va començar a interessar-se per la microintervàlica dels quarts de to. Ja havia sentit alguna peça que utilitzava els quarts de to a Nova York, i va considerar que, en ser una obra ambientada en l'Orient, el sistema de 24 notes per octava seria adient per l'escena.

### Experimentació amb microintervàlica
La primera obra que va compondre utilitzant els quarts de to va ser el ballet Xanadú, que es va incorporar a l'obra "Marco Millions". Més tard, Xanadú va tornar-se a interpretar per altres indrets dels Estats Units, com San Francisco, Monterey, Carmel i Mission Canyon. Després d'un concert a Santa Bàrbara, on es va interpretar el ballet, el Pro-Arts Quartet va invitar-la a Brussel·les perquè representés l'obra.
L'èxit de Xanadú va incentivar la seva experimentació amb quarts de to, i diversos artistes, com per exemple, Marta Graham i Malcolm Thurburn, van encarregar-li obres utilitzant aquest nou sistema. Harry Partch va voler conèixer la compositora l'any 1932, quan va sentir a parlar de Xanadú, i va viatjar a Santa Bàrbara per parlar de la microtonalitat i de noves maneres per adequar els instruments a aquest nou recurs. El 1937, Henry Cowell va publicar-li la seva obra Dirge per a dos pianos, afinats amb una diferència de quart de to entre els dos, que va tenir molt d'èxit i difusió per Estats Units i Europa.

### Mecenatge
Amb la soprano Marie Milliette, Mildred Couper va fundar la "New School of Music". Va voler crear una escola de música que pogués posicionar-se al nivell de les altres escoles de la costa est dels Estats Units. Malauradament, aquest projecte d'escola no va prosperar, però de la idea original va sorgir, uns quants anys després, el que esdevindria el Music Academy of the West.
L'any 1946, Couper va comprar una finca a Mission Canyon que va convertir en una sala de concerts on diverses companyies van poder representar-hi obres i recitals de música. Va motivar la creació d'art, música i talent a Santa Bàrbara, fent-se un com com a "Sra. Música".
Juntament amb altres mecenes visionaris del món de l'art i la música, Couper va ser fundadora del Music Academy of the West Arxivat 2016-02-25 a Wayback Machine., l'any 1947.

### Última etapa
L'any 1960, Mildred Couper va ser elegida presidenta del Santa Barbara Music Society, una associació que fomentava la cultura musical a la ciutat nord-americana, oferint concerts i altres activitats als residents.
Va seguir component i interpretant nombrosos concerts a Santa Bàrbara i pels EUA durant aquests últims anys.
Va morir a Santa Bàrbara el 9 d'agost de l'any 1974.

## Microtonalitat
La microtonalitat és un tipus d'harmonicitat en la qual s'utilitzen microtons, és a dir, intervals més petits que un semitò. El semitò de la música tradicional occidental és una dotzena part d'una octava. En el sistema de notació en cents d'Alexander John Ellis, musicòleg del s. XIX, el semitò temperat és de 50 cents, i l'octava, de 1200 cents. Per tant, el microtò és un interval més petit que una dotzena part de l'octava, i menor a 50 cents.

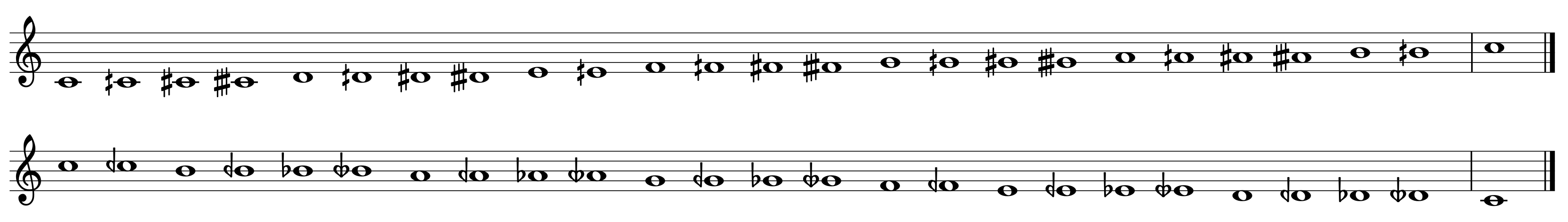
Escala ultracromàtica de quarts de to.

El microtonalisme s'ha utilitzat en la música de moltes cultures arreu del món. En la música clàssica occidental, el microtonalisme com a recurs harmònic no va començar a ésser estudiat fins a les primeres dècades del s. XX.
Mildred Couper va ser de les primeres persones a experimentar amb microintervals de quarts de to, dins del marc de la música clàssica i contemporània d'Occident. Altres pioners en microtonalisme van ser Charles Ives, Julián Carrillo, Alois Hába, Harry Partch i Ivan Wyschnegradsky.

### Procés compositiu amb quarts de to
Mildred Couper, a la seva autobiografia, explica com componia utilitzant els quarts de to. Per compondre Xanadú va utilitzar dos pianos, i un d'ells, el va afinar a un quart de to més agut. Per tant, podia tocar una escala de quarts de to (escala ultracromàtica) polsant una nota de cada piano de manera alterna. En veure l'èxit que li va dur l'obra, va decidir utilitzar aquest mitjà per futures composicions.

## Obres principals[2]

### Piano sol
- This is the way the Farmers Ride (1927)
- Tambourina (1928)
- The Fawn in the Snow (1928)
- Python (1928)
- Gitanesca (1934)
- Nine Muses (1939)
- Autumn Dialogue (1940)
- The Irish Washerwoman Variations (1942) (també per a dos pianos, i per a orquestra)

### Orquestra
- Xanadú (1930), ballet

### Música de cambra
- And on Earth Peace (1930), per a dos pianos, celesta, vent fusta i veu
- Rumba (1932), per a dos pianos
- Dirge (1937), per a dos pianos
- Anacapa and Prelude (1937), per a dos pianos
- Quintet (1940), per a oboè, violí, viola, violoncel i piano
- The NIghtingale (1950), per a piano, flauta, oboè, dos violins, viola, violoncel i narrador
- Fantasy for Cello and Piano (1953), per a violoncel i piano
- Monteverde Suite (1954), per a piano i clavicèmbal
- Introduction and Scherzo for String Quartet (1958), per a quartet de cordes